# Nineta principiae
Nineta principiae is een insect uit de familie van de gaasvliegen (Chrysopidae), die tot de orde netvleugeligen (Neuroptera) behoort. 
Nineta principiae is voor het eerst wetenschappelijk beschreven door Monserrat in 1981.